# Codice napoleonico
Il Codice napoleonico (in lingua francese Code civil des français o Code Napoléon) è il codice civile attualmente in vigore in Francia e uno dei più celebri del mondo, così chiamato perché voluto da Napoleone; esso fungerà da modello per tutti i codici successivi ed eserciterà una notevole influenza sulle analoghe raccolte di numerosi paesi al mondo.
Redatto da una commissione nominata da Napoleone a inizio '800, venne emanato il 21 marzo 1804 ed è ricordato per essere stato il primo codice civile moderno, introducendo chiarezza e semplicità delle norme giuridiche e soprattutto riducendo a unità il soggetto giuridico; anche se, sia in Austria sia in Francia, c'erano già state precedenti codificazioni in materia penale (es: il codice penale francese del 1791).
Scritto in un linguaggio semplice, elegante e conciso, il Code Napoléon fu fonte di ispirazione di alcuni scrittori dell'epoca. Stendhal in una lettera a Balzac scrisse che durante la composizione della Certosa di Parma egli era solito leggere ogni mattina due o tre pagine del Codice civile “per prendere il tono” ed “essere sempre naturale”, Paul Valéry dichiarò che il Codice era uno dei capolavori della letteratura francese e Jules Romains consigliava scherzosamente di leggerlo la sera prima di addormentarsi.

## Contesto

### Contesto storico
Napoleone era una creatura della Rivoluzione Francese. 

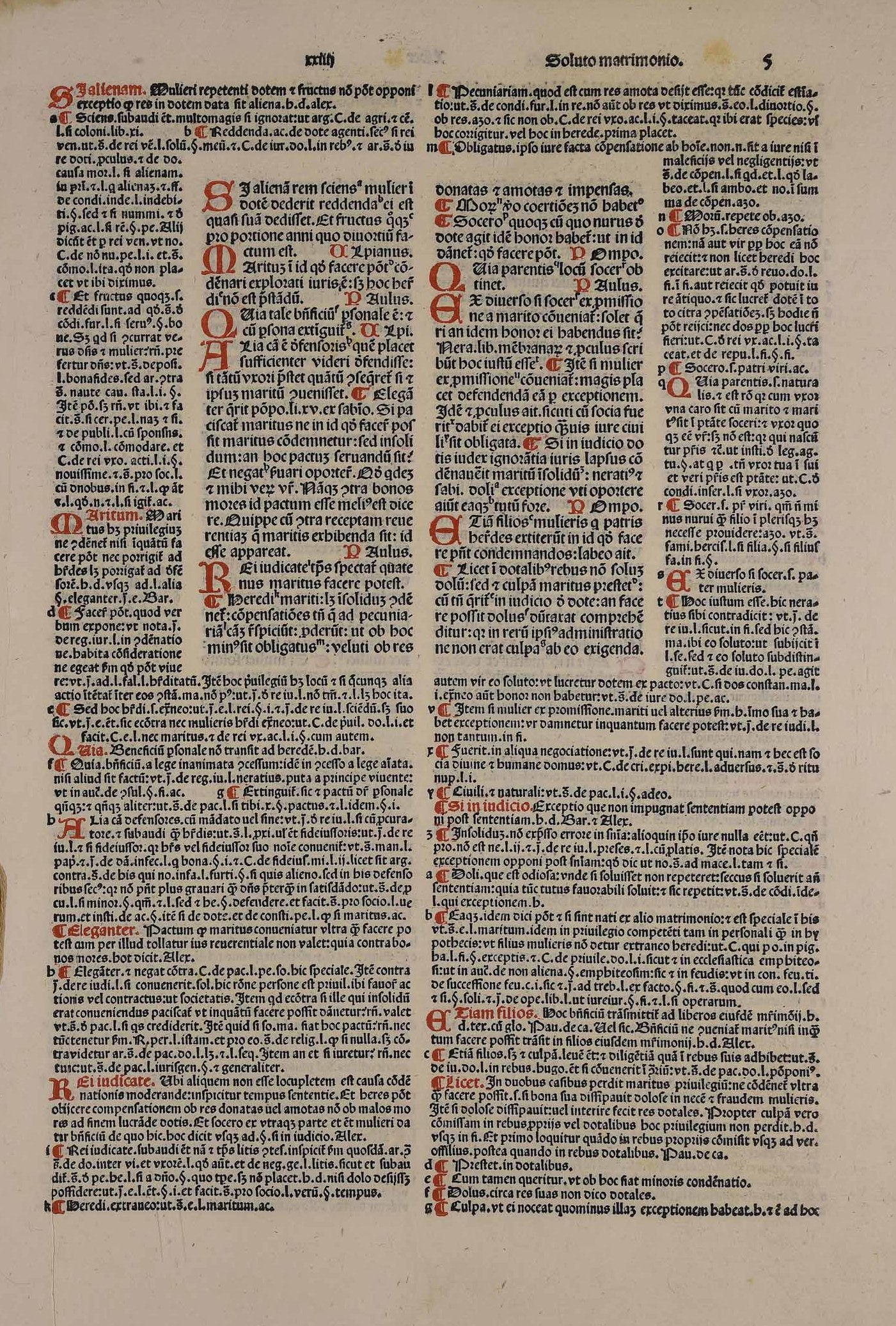
Pagina del Digesto del Corpus iuris civilis di Giustiniano I con le relative glosse in un'edizione del 1502

Alla fine del XVIII secolo in Europa era ancora vigente il sistema di diritto comune di elaborazione medievale che fondava le sue radici nel diritto romano come era giunto attraverso il corpus iuris civilis di Giustiniano. Per tutta l'età moderna questo era stato affiancato da una moltitudine di altre fonti giuridiche quali commentari, raccolte di consilia, trattati, pareri, compendi a cui si aggiungevano le legislazioni dei monarchi. Tutto ciò aveva causato una sostanziale imprevedibilità nei giudizi che rendeva ancora più frequenti le ingiustizie e le disuguaglianze in un mondo, detto spesso di Ancien Régime, ancora diviso per classi e basato su un potere assoluto del sovrano. Già nel settecento molti pensatori, in particolare gli illuministi, avevano messo in luce le criticità del sistema proponendo delle soluzioni adottabili che talvolta alcuni principi cercarono di mettere in pratica.
Già nel corso del settecento erano stati fatti dei tentativi di riordinare il materiale normativo esistente in maniera chiara e concisa cancellando, o più spesso relegandolo a un ruolo residuale, il vecchio diritto comune. Spesso si trattò, tuttavia, di semplici "consolidazioni" del diritto precedente con il «semplice scopo di facilitare la pratica forense nel reperimento di un materiale spesso disperso o difficile rinvenimento». Ad esempio, nel 1756 era stato promulgato il codice civile bavarese (noto come Codex Maximilianeus Bavaricus Civilis), moderno per il suo linguaggio chiaro e preciso, ma rimandava ancora al diritto comune in caso di lacune, mentre nel Ducato di Modena e Reggio, intorno alla metà del XVIII secolo, si realizzò una "consolidazione" finalizzata a riorganizzare il materiale giuridico già esistente, ma senza l'ambizione di sostituire la produzione precedente che rimase in vigore. Federico II il Grande, sul trono di Prussia dal 1740 al 1786, aveva tentato di far redigere un codice civile finalizzato alla «pubblica felicità dei sudditi» in cui le norme fossero espresse in maniera chiara, ma l'impresa naufragò così come fallì l'analogo progetto del Codex theresianus promosso da Maria Teresa d'Austria per l'opposizione del cancelliere Wenzel Anton von Kaunitz-Rietberg.

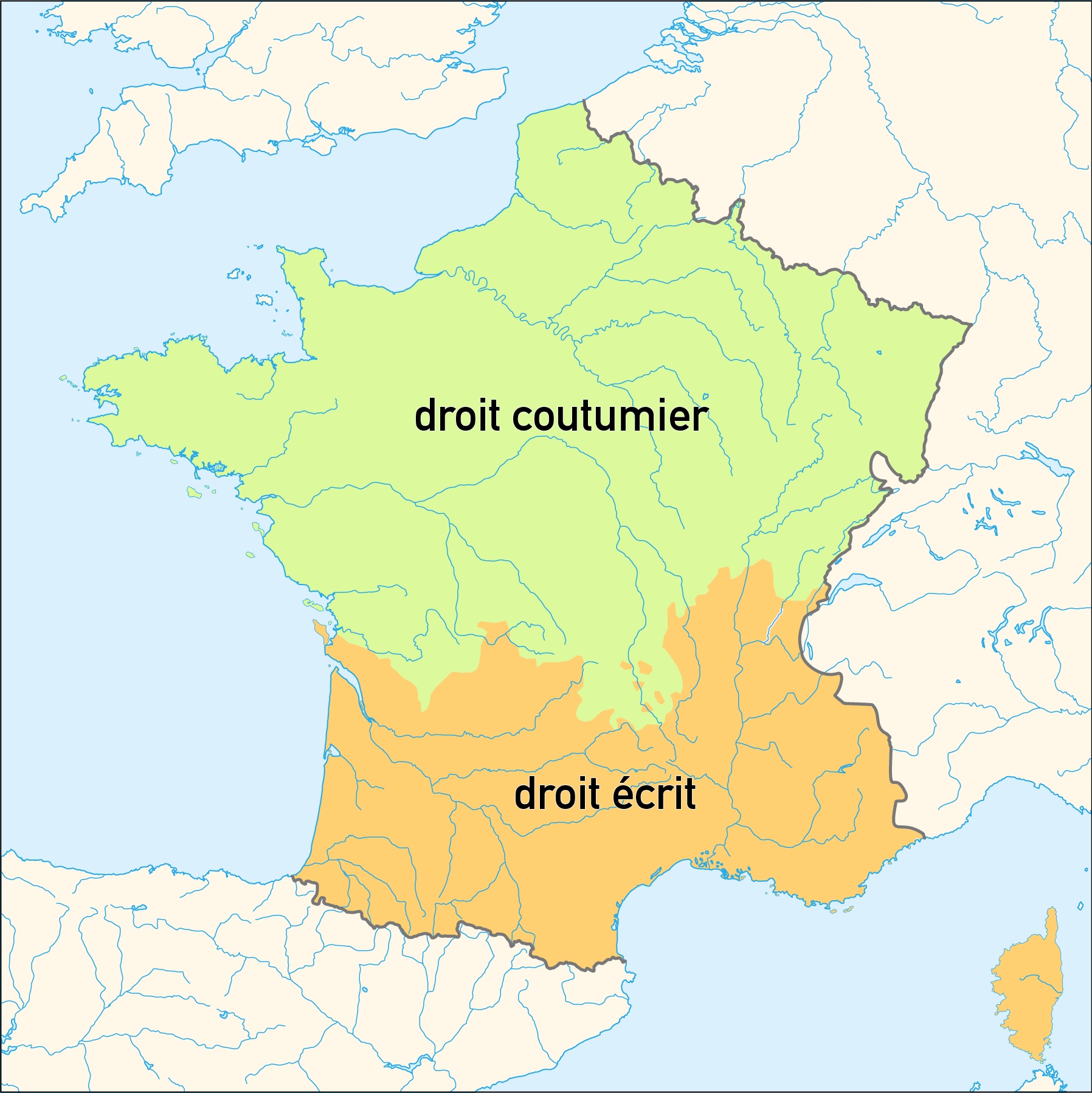
Gli ordinamenti giuridici in Francia sotto l'Ancien Regime: regioni di diritto consuetudinario e regioni di diritto scritto

Una pietra miliare nella codificazione fu il codice penale leopoldino promulgato nel Granducato di Toscana il 30 novembre 1786 sebbene che dal punto di vista formale giuridico, anch'esso mancasse degli elementi necessari per essere definito un vero e proprio codice (nel senso contemporaneo), poiché non abrogava interamente le leggi previgenti ma si limitava a prescrivere la loro interpretazione conforme.
In questo panorama la Francia viveva una situazione ancora più stantia, nonostante fosse il «cuore pulsante» dell'illuminismo e degli enciclopedisti. Da una parte il problema dell'incertezza del diritto si presentava particolarmente critico, tanto che Voltaire racconta che «un viaggiatore in questo paese, cambia leggi quasi tante volte quante cambia i cavalli di posta»; persino i principi erano differenti, con il sud del paese che seguiva il diritto comune scritto e quello a nord rimasto ancora ad una forma consuetudinaria risalente all'epoca carolingia. Dall'altra parte il governo si dimostrò inadeguato nel portare avanti riforme sostanziali, condannando il Paese a un'arretratezza che sarà poi una delle cause della rivoluzione del 1789. Come ebbe a dire il celebre Jean-Étienne-Marie Portalis, tra i principali autori del futuro codice, la «Francia non era che una società di società» e quindi era impossibile realizzare un progetto di riforma fintantoché il vecchio regime fosse ancora in vigore.

## Genesi

### Primi tentativi

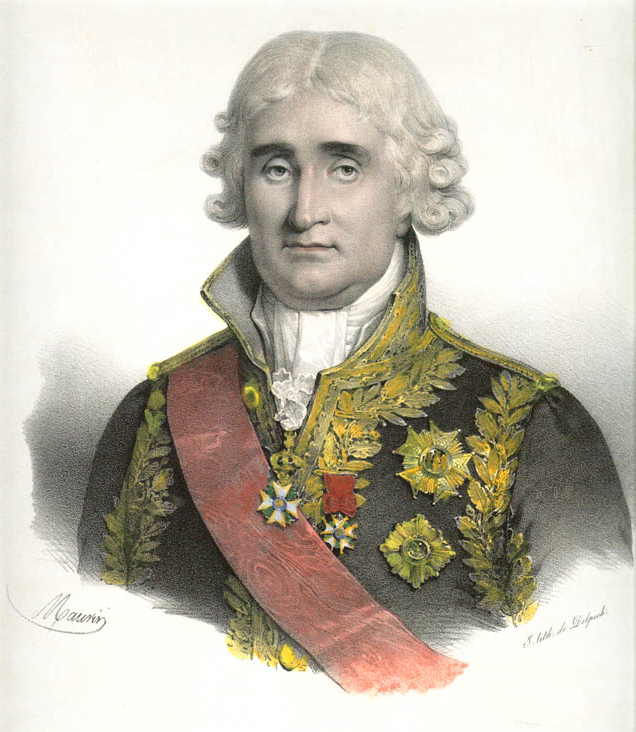
Jean-Jacques Régis de Cambacérès

L'intenzione di realizzare un unico codice civile in cui fossero raccolte tutte le norme che regolavano la vita di ogni cittadino francese ponendo fine alla molteplicità giurisprudenziale e al frantumato particolarismo giuridico, caratteristica dell'Ancien Régime, e che affondava le proprie radici nell'ormai frusto e farraginoso sistema del diritto comune, avvenne durante la fase più radicale della Rivoluzione francese e precisamente nell'estate del 1793 all'apice del giacobinismo. Fu il Comitato di salute pubblica, l'organo governativo rivoluzionario, a incaricare una commissione per redigerne il testo di cui fece parte il giurista e politico Jean-Jacques Régis de Cambacérès; sarà poi quest'ultimo il vero estensore di questo primo disegno di codice e degli altri due che ne seguiranno gettando le basi per la versione definitiva del 1804.
Il primo progetto presentato nello stesso anno prevedeva un codice suddiviso, come da tradizione gaiana, in tre libri: diritto delle persone, diritto delle cose, diritto dei contratti e delle obbligazioni. In coerenza con gli ideali rivoluzionari del momento, esso proclamava l'uguaglianza giuridica dei cittadini e dava grande spazio all'autonomia negoziale. Disposizioni importanti erano: la comunione dei beni tra i coniugi, il divorzio (introdotto in Francia nel 1792) facilitato, il favore verso la successione mortis causa legittima (ridotta a un decimo la quota disponibile per il testatore), l'equiparazione tra figli naturali e legittimi, la concezione assoluta della proprietà, l'abolizione della patria potestà e della potestà maritale. Il progetto fu inizialmente accolto con favore e molti articoli vennero approvati; ma dopo l'affermazione del Terrore il clima cambiò: il codice venne giudicato troppo complesso e vennero riscontrate delle tracce di antico regime. In novembre l'esame fu interrotto e il progetto fallì. È stato ipotizzato che uno dei motivi per la sua bocciatura sia stata la preoccupazione del Comitato di salute pubblica di non volere fissare le leggi per non perdere l'impeto rivoluzionario e lasciarsi aperte ogni possibilità.

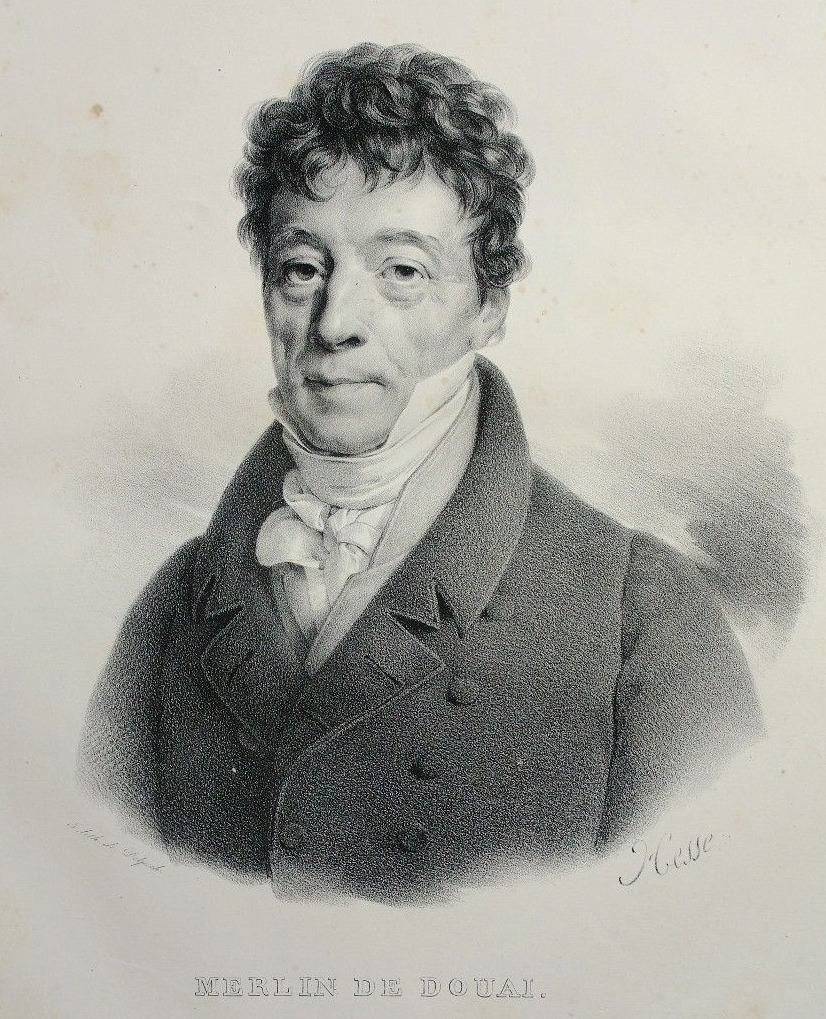
Philippe-Antoine Merlin de Douai

Nel luglio del 1794 il Regime del Terrore terminò e Cambacérès poté, questa volta coadiuvato dalla consulenza di Philippe-Antoine Merlin de Douai, lavorare ad un nuovo progetto. Questo venne presentato a settembre e consisteva in un codice, sempre diviso in tre libri, ma di soli 298 articoli presentati sotto forma di comandi brevi e laconici, senza tecnicismi: il testo appariva come una sorta di breviario del giusnaturalismo e dell'illuminismo. Ispirato ai principi più estremi della Rivoluzione, il codice poneva al centro l'individuo a cui veniva concessa massima libertà nel disporre dei propri beni. Il mutato clima politico (era da poco stato deposto Robespierre) tuttavia fece sì che questa volta il lavoro fosse giudicato troppo generico e dai contenuti troppo radicali poiché ispirati ad una ideologia superata. Lo stesso Cambacérès prese le distanze dal suo progetto e il 9 dicembre successivo venne definitivamente accantonato.
Due anni più tardi, nel giugno 1796 (anno IV del calendario rivoluzionario francese), Cambacérès presentò al Consiglio dei Cinquecento un terzo tentativo di codice. Il contesto politico era nuovamente cambiato con alcuni giuristi che addirittura avevano messo in dubbio l'opportunità di redigere un codice preferendo invece un recupero della tradizione del diritto romano e così Cambacérès si adeguò proponendo un codice che segnava il ritorno alla tradizione giuridica anteriore ed era caratterizzato dal compromesso fra tradizione e innovazioni rivoluzionarie. Le norme (semplici, chiare e ben formulate) disponevano tra l'altro: matrimonio posto al vertice della società (divorzio comunque mantenuto), ruolo prevalente del marito, patria potestà nei suoi caratteri rivoluzionari (doveri di mantenimento, educazione e protezione), vietata l'adozione a chi avesse già figli, favore per successione legittima meno marcato. Questi adeguamenti, tuttavia, non bastarono poiché al Consiglio apparve troppo legato all'ideologia giacobina e quindi anche questo lavoro venne rigettato.
Seguirono altre iniziative private, spesso nel solco della tradizione, mentre un quarto progetto venne commissionato nel 1798 al giurista Jean-Ignace Jacqueminot che portò ad un codice di 900 articoli che limitavano molto i radicalismi rivoluzionario; anche questo tentativo non ricevette l'approvazione ma dimostrò che si era vicini a trovare l'equilibrio sperato.

### Progetto definitivo

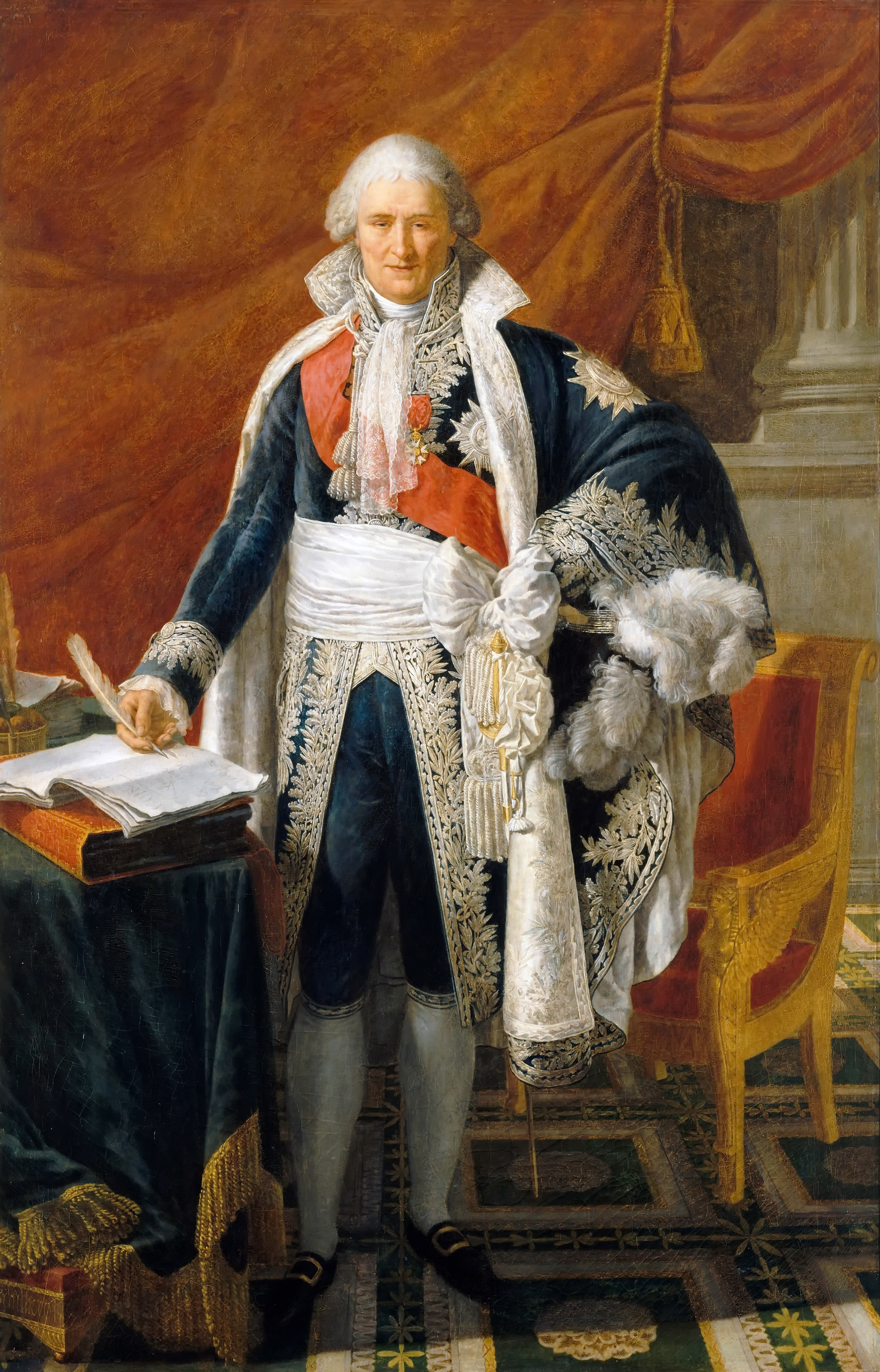
Jean-Étienne-Marie Portalis

Una nuova commissione, composta di quattro affermati giuristi dalle posizioni moderate, venne incaricata ufficialmente il 12 agosto 1800. Ne facevano parte: il presidente della Corte di cassazione François Denis Tronchet; il giudice della medesima corte Jacques Maleville Félix-Julien-Jean Bigot de Préamenau, membro del vecchio Parlamento di Parigi soppresso dalla Rivoluzione e l'alto funzionario amministrativo (commissario di governo) Jean-Étienne-Marie Portalis. Portalis sarà poi il principale artefice dell'impresa e autore anche dell'importante Discorso preliminare al primo codice civile.
I quattro operarono sotto la direzione di Jean-Jacques Régis de Cambacérès e in soli quattro mesi fu presentata una bozza inviata alla Corte di cassazione con lo scopo di ottenere osservazioni in merito; fu chiesto il parere anche del Consiglio di Stato, presieduto da Napoleone Bonaparte il quale presenziò a circa la metà delle sedute dando il proprio personale contributo soprattutto quando si trattava di discutere i temi più socialmente rilevanti, come il divorzio o l'adozione. Dopo oltre 100 sedute il testo venne licenziato e inviato al parlamento per l'approvazione, non prima però della discussione all'interno del Tribunato. Grazie al prestigio personale dell'imperatore si riuscirono a superare gli ostacoli rappresentati dalle Corti e l'ostruzionismo dell'apparato burocratico. Il codice civile dei francesi, da subito conosciuto anche come "codice napoleonico", entrò quindi in vigore il 21 marzo 1804.

## Descrizione e contenuti

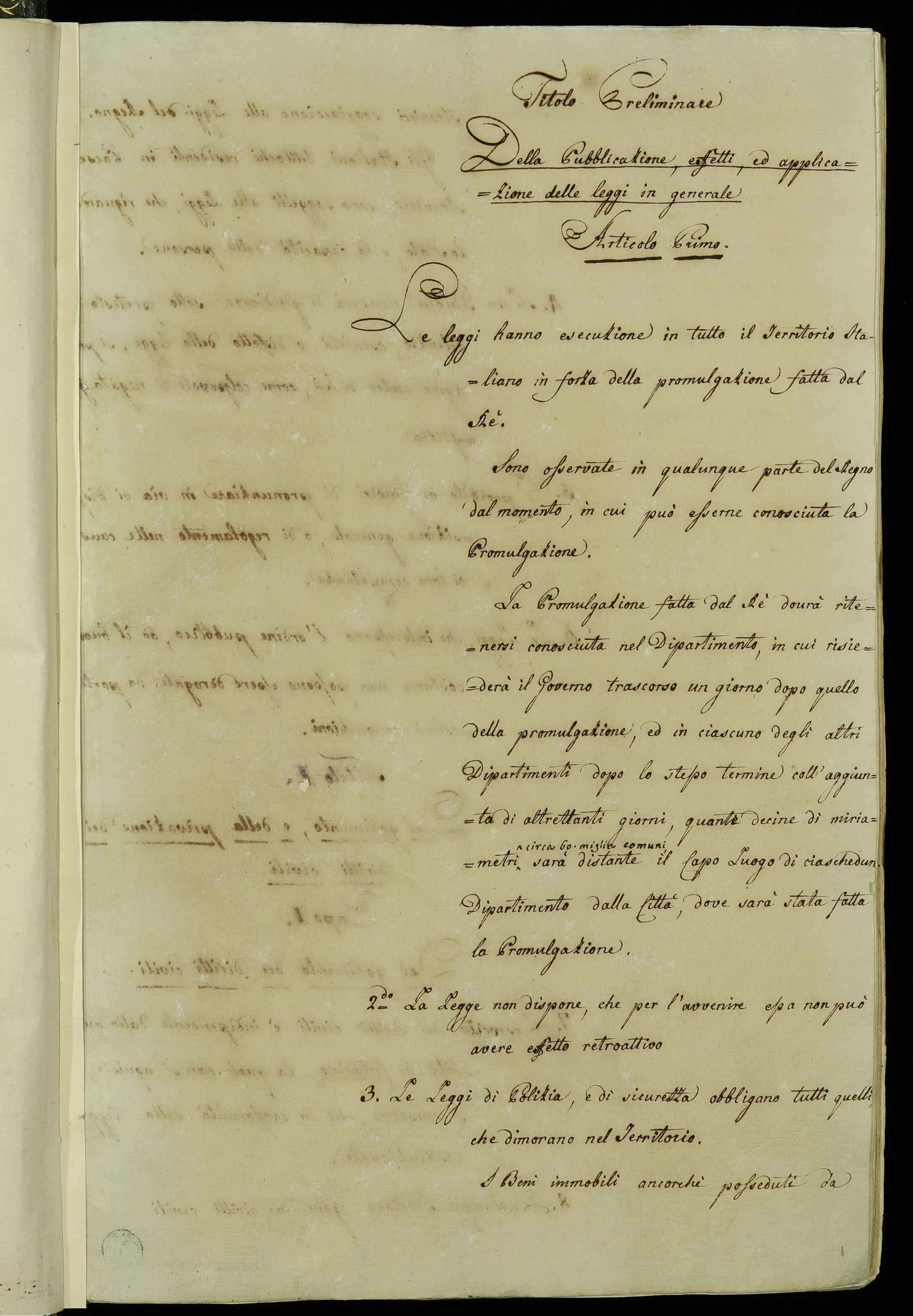
"Titolo preliminare, Della pubblicazione, effetti, ed applicazione delle leggi in generale" in un'edizione in italiano

### Caratteristiche generali
Il codice s'ispira al diritto consuetudinario della tradizione franco-germanica, caratteristico del Settentrione della Francia (dei pays de droit coutumier), ma prende, come ulteriore modello di riferimento, il diritto romano (Corpus iuris civilis) prevalente nel settore centro-meridionale del paese (nei pays de droit écrit), così come interpretato dai giuristi medievali (glossatori e commentatori) della parte meridionale del paese; in questo senso, i primi giuristi positivistici dell'epoca ritennero la codificazione il trionfo della ragione giuridica di stampo illuministico, in grado di trasfondere il diritto naturale e consuetudinario nei codici, plasmando i principi, fumosi e generici, del diritto precedente.
Esso confermava le principali conquiste della Rivoluzione, come l'uguaglianza dei cittadini davanti alla legge o l'abolizione del feudalesimo, ma soprattutto tutelava il diritto di proprietà, particolarmente importante per i ricchi borghesi.

### Non eterointegrabilità
Una delle più grandi innovazioni del codice napoleonico fu quella di porsi come unica fonte di diritto per i francesi, escludendo qualsiasi altra che fosse anteriore ad esso. La legge del 30 ventoso dell'anno XII (21 marzo 1804), grazie alla quale il codice venne promulgato, disponeva che venissero totalmente abrogate le norme di diritto romano, le ordinanze regie, le consuetudini o qualsiasi altra fonte normativa nelle materie trattate dal codice civile. Con questa veniva di fatto «cancellati secoli di diritto comune» che venivano sostituiti dal nuovo testo.
Una scelta così radicale non fu accolta all'unanimità. Già nei tentativi di codice precedenti era declinata la possibilità per il giudice di ricorrere alla «legge naturale o agli usi accolti» in caso che avesse riscontrato una lacuna normativa. Lo stesso Portalis non difese una tale impostazione riconoscendo che il codice, per quanto completo ed esaustivo fosse, non avrebbe mai potuto potuto prevedere tutti i casi che da quel momento in poi sarebbero stati posti all'attenzione di un giudice. Nonostante ciò la disposizione venne mantenuta negando anche la possibilità di ricorrere all'equità come fonte suppletiva e, secondo quanto enunciato dall'articolo 4, al concedere al giudice di rifiutarsi di giudicare per silenzio o oscurità della legge. In questo modo definitivamente «il codice divenne fonte esclusiva non eterointegrabile con altre fonti da parte del giudice».

### Struttura

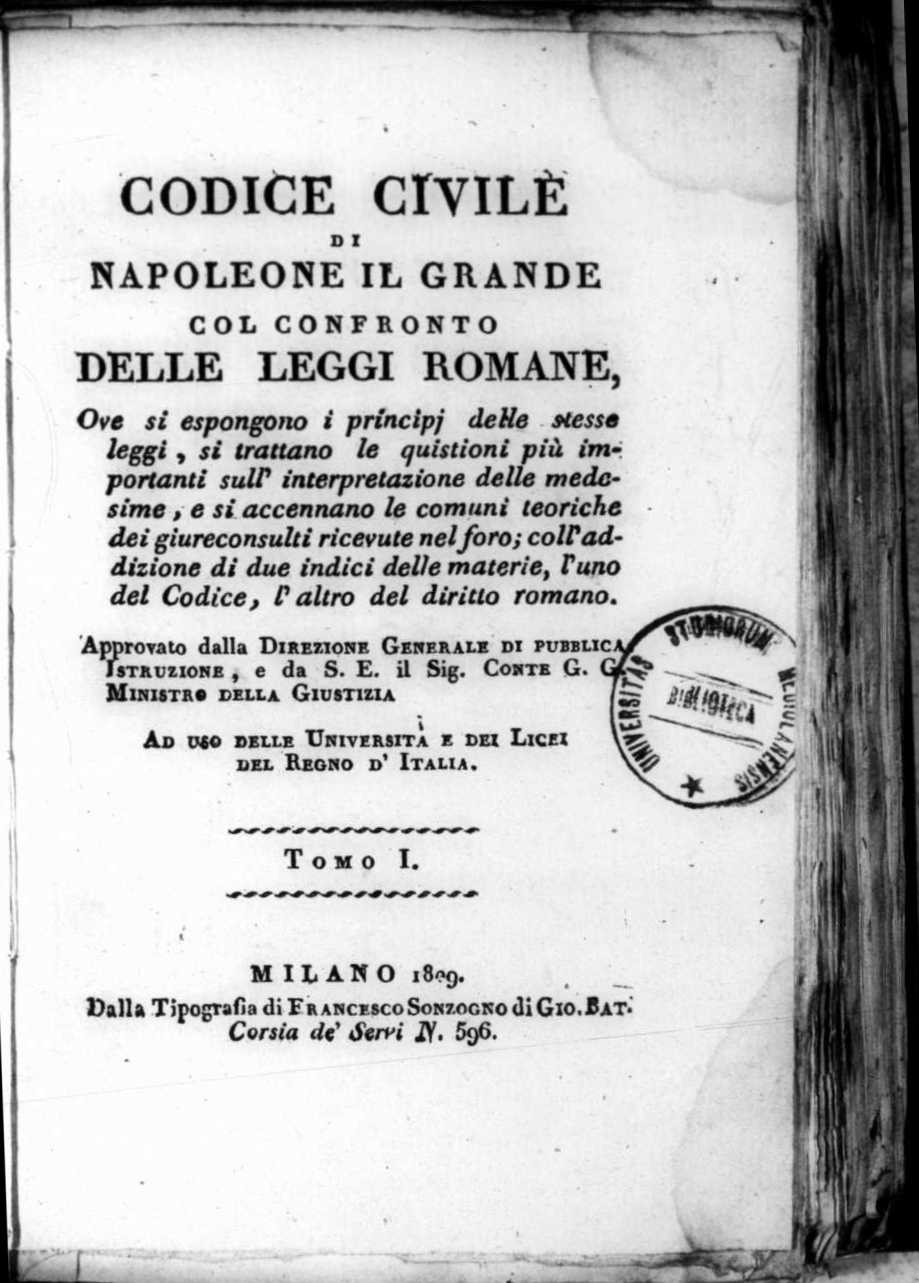
Onofrio Taglioni, Codice civile di Napoleone il Grande col confronto delle leggi romane, Milano 1809

Il codice civile francese del 1804, o codice napoleonico, è composto di 2281 articoli suddivisi in un titolo preliminare e tre libri.
- Titolo preliminare: Della pubblicazione, degli effetti e della applicazione della legge in generale (articoli dal numero 1 al numero 6). Esso ha al centro l'articolo 4, che impedisce al giudice di ricusare il giudizio e stabilisce l'assoluta impossibilità di eterointegrazione del codice (nascerà qui il metodo del cosiddetto combinato disposto: gli strumenti d'interpretazione d'una norma saranno limitati ai lavori preparatori o ad altre norme del codice stesso).
- Libro primo: Sulle persone (articoli dal 7 al 515). Il «Primo libro» riguarda i diritti della persona e della famiglia; contiene norme su stato civile, matrimonio (per la prima volta venne istituito quello civile), divorzio (conservato da Napoleone, anche se in termini più restrittivi rispetto al 1792), paternità (con la riduzione dei poteri del pater familias), filiazione (con la parificazione tra figli legittimi maschi e femmine, e col riconoscimento di qualche diritto ai figli naturali), capacità d'agire (con la preesistenza della soggezione dei figli alla potestà genitoriale fino al compimento del ventunesimo anno d'età).
- Libro secondo: Dei beni e della differente modificazione della proprietà (articoli dal 516 al 710). Il «Secondo libro» aboliva principalmente il feudo e i vincoli che esso comportava sulla proprietà, caratterizzata da assolutezza, pienezza ed esclusività. Oltre al diritto reale per eccellenza sono presi in esame gli altri diritti reali e con essi il possesso, che non è considerato un diritto ma uno stato di fatto.
- Libro terzo: Dei differenti modi d'acquisto della proprietà (articoli dal 711 al 2281). Nel «Terzo libro» confluiscono infine la materia successoria (nella quale si statuiscono la completa equiparazione tra maschi e femmine, il rifiuto del fedecommesso e dei privilegi a favore di qualche figlio, nonché l'inviolabilità della volontà testamentaria), la materia delle obbligazioni (le convenzioni legalmente formate hanno forza di legge fra le parti), la materia contrattuale (con ampio riconoscimento della volontà contrattuale delle parti, di contratti atipici e di clausole non previste dal legislatore, fatte salve la causa lecita, la certezza dell'oggetto, la capacità contrattuale e l'accordo).

### Concetto della proprietà
Il codice fa del concetto di proprietà, definita all'articolo 89 come «sacra e inviolabile», uno dei suoi cardini tanto che vi dedica gran parte del terzo libro. Riprendendo le teorie giusnaturalistiche, essa è considerata un diritto naturale e quindi inalienabile. All'articolo 544 la definizione viene estesa chiarendo che la proprietà è «il diritto di godere e disporre delle cose nel modo più assoluto» rigettando in pieno il concetto del dominio diviso e del feudo tipici del diritto medievale; tuttavia lo stesso articolo pone una attenuazione alla proprietà chiarendo che tale diritto è vincolato a che «non se ne faccia un uso proibito dalle leggi o dai regolamenti» consentendo così anche l'espropriazione per pubblica utilità. L'importanza data alla proprietà si spinge a tal punto che ne diventa una caratteristica quasi imprescindibile della figura del cittadino a cui il diritto di voto è concesso solo nel caso che possa vantare un certo patrimonio.
Prima dell'introduzione del codice, il trasferimento della proprietà era diverso tra il nord della Francia, dove il suo perfezionamento avveniva con il consenso dei contraenti, e le regioni del sud che seguivano la tradizione romanistica che prevedeva la consegna (traditio) della cosa. Sulla base di considerazioni giusnaturalistiche prevalse il consenso che venne ben esplicitato nell'articolo 1138 («L'obbligazione di consegnare la cosa è perfetta col solo consenso dei contraenti»). Per i beni mobili, invece, l'articolo 2279 prevedeva che "il possesso vale il titolo.

### Diritto di famiglia

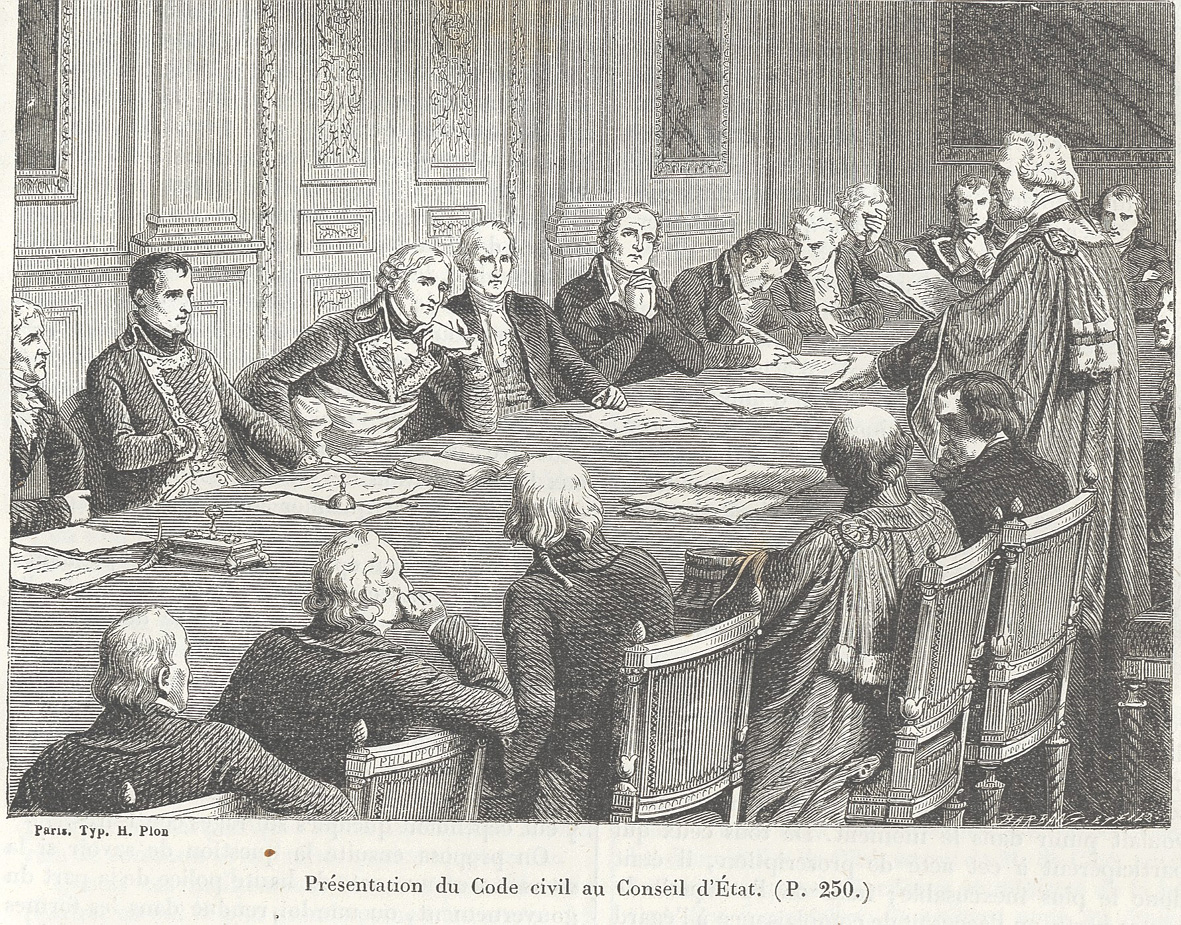
Il codice viene presentato al Consiglio di Stato alla presenza di Napoleone. L'imperatore dette il proprio personale contributo alla revisione del codice soprattutto in tema di diritto di famiglia

Storicamente, e soprattutto dopo il concilio di Trento del XVI secolo, il diritto di famiglia è sempre stato di quasi esclusiva competenza del mondo ecclesiastico e del diritto canonico. Con la profonda laicizzazione dello Stato a seguito della Rivoluzione francese le autorità civili iniziarono ad avocare a sé anche tale importate campo del diritto. Così, dopo gli eccessi riformistici rivoluzionari, il codice di Napoleone si prese l'onere di disciplinare la vita famigliare cercando di «raggiungere un equilibrio tra tradizione e rinnovamento». Nell'idea degli estensori del codice, al famiglia doveva rappresentare il nucleo fondante della società e che quindi il suo corretto funzionamento fosse presupposto essenziale per garantire l'ordine di tutto lo Stato. Venne così concepita, con l'avallo dello stesso Napoleone, una forma "monarchica" della famiglia sottoposta all'autorità del padre.
Pertanto la patria potestà, messa in discussione dall'ordinamento rivoluzionario, venne pienamente ripristinata benché fosse stata accolta la precedente consuetudine, presente nelle regioni settentrionali francesi, di prevedere l'emancipazione del figlio che avesse raggiunto la maggiore età. L'autorità del padre sul figlio si estendeva fino a prevederne la possibilità di arresto anche se le casistiche che lo rendevano lecito vennero ridotte rispetto agli anni pre-rivoluzionari. Inoltre, il matrimonio dei figli di età inferiore ai 21 e ai 25, rispettivamente per femmine e maschi, doveva essere autorizzato dal padre, mentre un suo formale consiglio era previsto fino al compimento dei trent'anni.
Il divorzio era già stato introdotto durante la Rivoluzione e il codice napoleonico lo confermò sebbene riducendone le cause ammesse. I beni famigliari erano amministrati dal marito in quanto l'articolo 1224 decretava l'incapacità di agire alla moglie alla stregua del minore o dell'incapace. La disparità tra marito e moglie era evidente anche dalle cause di divorzio, infatti l'articolo 220 decretava che il marito potesse «domandare il divorzio per causa d’adulterio e per causa di violenza domestica » mentre l'articolo 230 disponeva che la moglie potesse fare lo stesso solo «allorché egli [il marito] avrà tenuta la sua concubina nella casa comune».
Se durante il periodo rivoluzionario la quota disponibile nel testamento era stata ridotta, il codice napoleonico fece un passo indietro ritenendo che questo fosse uno strumento per far sì che i figli si comportassero rispettosamente verso il genitore. Pertanto, con l'articolo 913 venne disposto che le liberalità testamentarie fossero estese a metà dei beni del disponente in presenza di un solo figlio, 1/3 nel caso di due figli, 1/4 se con tre o più. I figli naturali erano esclusi dalla famiglia mentre l'adozione era consentita sebbene con sostanziali limitazioni.

### Contratto
Il codice napoleonico trae la disciplina delle obbligazioni dalle opinioni dottrinali dei giuristi francesi più autorevoli del tempo. Il contratto trova la sua normazione in particolare nell'articolo 1134 il quale decreta che «le convenzioni legalmente formate hanno forza di legge nei confronti di coloro i quali le hanno posto in essere». Limiti alla capacità contrattuale sono poi delineati all'articolo successivo in cui si dice che i contraenti sono «obbligano non solo a ciò che vi si è espresso, ma anche a tutte le conseguenze che l’equità, l’uso, o la legge attribuiscono all'obbligazione secondo la di lei natura». D'altronde lo stesso Portalis aveva spiegato che «Il contratto può tutto, ma ci sono regole di giustizia che sono anteriori ai contratti stessi», riconoscendo che l'inquadramento della libertà contrattuale all'interno del perimetro legale è fondamentale perché «senza leggi, le ingiustizie non avrebbero limiti» e «il più forte detterebbe legge sul più debole». Tale impostazione verrà riconosciuta per essere uno degli elementi fondamentali dello sviluppo economico e industriale che caratterizzerà il XIX secolo.

## Diffusione
Il codice napoleonico ebbe una grande diffusione in tutto il mondo. Fin dai primi anni venne imposto in molti dei paesi occupati dai francesi durante le guerre napoleoniche. Nelle regioni tedesche sulla riva occidentale del Reno (Palatinato Renano e Prussia), nell'ex Ducato di Berg e nel Granducato di Baden, il Codice napoleonico continuò ad avere una forte influenza fino all'introduzione del primo codice civile tedesco nel 1900.
Un codice civile profondamente influenzato dal codice napoleonico venne adottato nel 1864 anche in Romania rimanendo in vigore fino al 2011.
Il termine "Codice Napoleonico" è usato anche per riferirsi a codici propri di altri ordinamenti che però la loro formulazione è stata influenzata dal codice francese, come il Codice Civile del Basso Canada (sostituito nel 1994 dal Codice Civile del Quebec). Anche la maggior parte dei codici dei civile paesi dell'America Latina sono influenzati dal codice napoleonico, ad esempio quelli del Cile, del Messico e di Portorico.

## Critiche al codice
Nel corso del tempo diversi giuristi hanno proposto alcune critiche al codice civile di Napoleone evidenziando come il risultato concreto si differenziasse da quello voluto da coloro che lo avevano proposto. In primo luogo è stata messa in discussione la sua pretesa di essere unica fonte di legge non eterointegrabile valida per tutti gli aspetti della vita dei cittadini, pretesa su cui lo stesso Portalis aveva avanzato alcuni dubbi durante la composizione. A tal proposito, lo storico del diritto Paolo Grossi arrivò a descriverlo come «un supremo atto di presunzione e, insieme, la messa in opera di un controllo perfezionatissimo», argomentando che «si credette di poter immobilizzare il diritto, che è storia vivente, in un testo cartaceo sia pure di notevole fattura». Sempre per Grossi, il codice superò certamente il particolarismo giuridico che affliggeva l'era precedente ma lo sostituì con un «assolutismo giuridico» di cui esso era la massima espressione. Il legislatore statale era divenuto l'unica fonte del diritto escludendo la scienza giuridica e l'opera dei giudici dal processo di creazione dell'ordinamento relegandole ad «un ruolo ancillare del legislatore mentre la loro interpretazione veniva contratta e minimizzata al non ruolo di esegesi, ossia di ripetizione piatta e servile della volontà che il legislatore ha rivelato e raccolto nella legge».
Un altro aspetto che ha sollevato perplessità è il principio di uguaglianza dei cittadini davanti alla legge ben dichiarato nel codice e ereditato dalla Rivoluzione. Per la prima volta non più vi erano norme differenziate per i nobili, per il clero o per il popolo, ma un unico corpus legislativo dedicato alla nuova figura astratta del "cittadino". È stato contestato che si trattò di una uguaglianza formale valida dunque solo in linea di principio poiché così si ignoravano ed escludevano tutte le disuguaglianze e disparità presenti nella vita reale dei cittadini influendo nella loro autonomia privata. L'uguaglianza dichiarata fu così più una finzione utile agli scopi programmatici, perché questa impostazione mutasse bisognerà aspettare il XX secolo con l'introduzione del concetto di uguaglianza sostanziale.

## Altri codici napoleonici

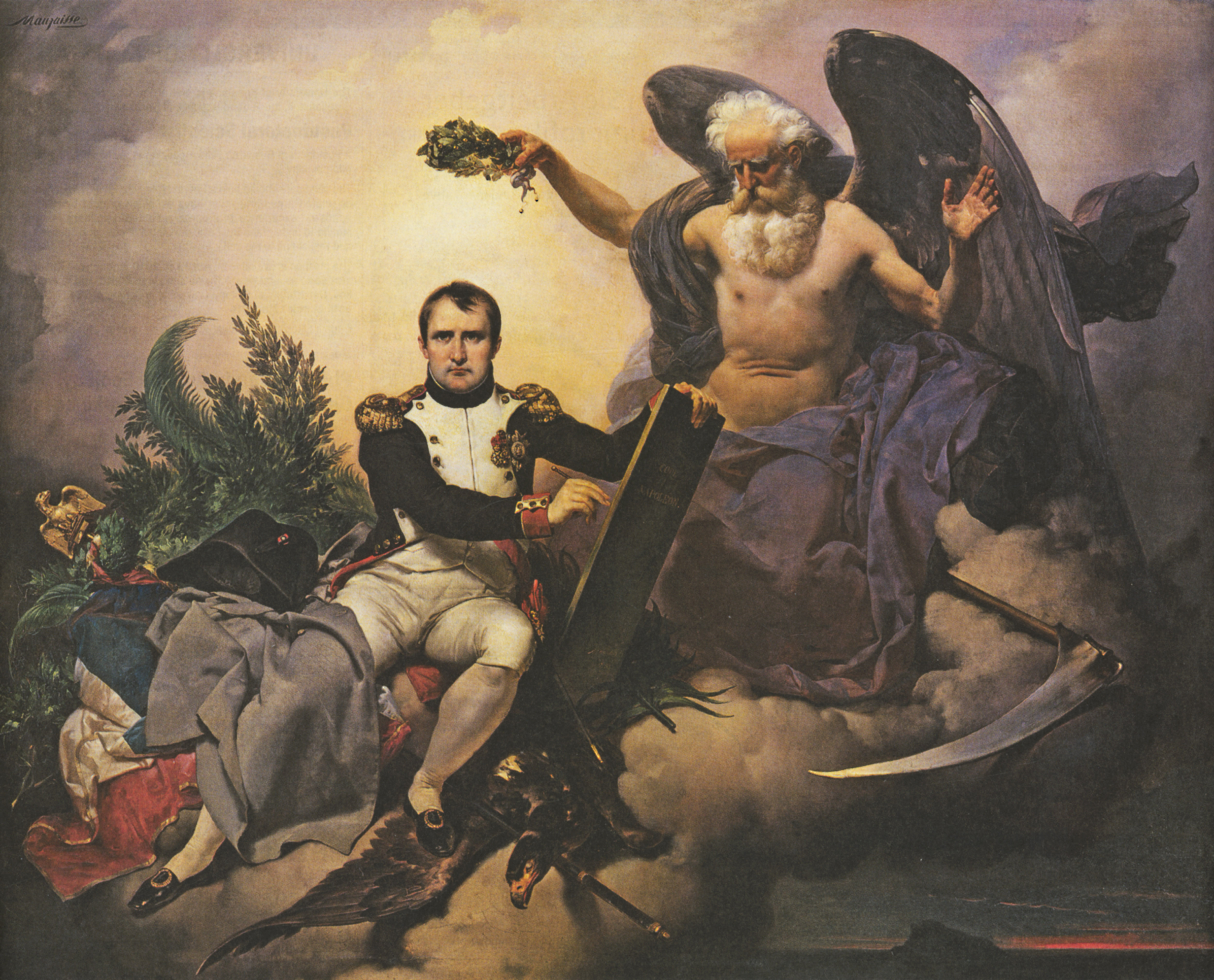
Allegoria di Napoleone creatore di leggi, 1833, Jean-Baptiste Mauzaisse

Napoleone fece promulgare negli anni successivi altri codici riguardanti altre branche del diritto allo scopo di «superare le incertezze e le arbitrarietà dell'antico regime». Così, in breve tempo, videro la luce il codice di procedura civile (Code de procedure civile, 1806), di procedura penale (Code d’instruction criminelle, 1808), il codice penale (Code pénal, 1810) e quello del commercio (Code de commerce, 1807).
Quest'ultimo si rese necessario poiché il codice civile era pensato per essere destinato ad un "cittadino normale" che non si dedicava a speculazioni ma comprava beni solamente per sé e per la sua famiglia, riflettendo una società che era ancora perlopiù basata sull'agricoltura. Per governare il mondo borghese e capitalista che stava nascendo si realizzò quindi un codice speciale dedicato a disciplinare ciò che aveva a che fare con il commercio, le cui liti erano ancora decise in corti dedicate (e più accessibili e rapide) presiedute da commercianti stessi. La disciplina commerciale nella codificazione napoleonica, tuttavia, risultò poco sviluppata e solamente sussidiaria a quella civile a causa dell'arretratezza da cui ancora il paese faceva fatica ad uscire.

## Conseguenze

### Il dibattito sulla codificazione
La codificazione napoleonica aprì senza alcun dubbio la strada verso un nuovo modo di concepire il diritto, tuttavia tra i giuristi dell'epoca si levarono diversi dibattiti sull'opportunità o meno di avere un codice. Il più celebre fu quello che si ebbe in Germania all'indomani della vittoria nella guerra di liberazione combattuta proprio contro l'occupante francese. Qui, nonostante l'avversione per Napoleone ma sulla spinta nazionalista, il giurista Anton Friedrich Justus Thibaut, pubblicò nel 1814 un trattato dal titolo Sulla necessità di un codice civile generale in Germania in cui si sosteneva che la codificazione delle leggi nella confederazione Germanica avrebbe potuto offrire grandi vantaggi in termini di efficienza e certezza del diritto. A Thibaut replicò subito polemicamente Friedrich Carl von Savigny avviando così lunga una disputa. La risposta di Savigny servì come inizio di una nuova dottrina che darà vita alla cosiddetta "scuola storica del diritto". Savigny, estremizzando alcuni concetti provenienti dai lavori di Thomasius e Montesquieu, arrivò a considerare i codici come un'operazione inutile, o perfino dannosa. Egli riteneva che il diritto non dovesse essere di esclusiva produzione di un legislatore, ma che fosse da costruire partendo dalla storia per mezzo del lavoro di giuristi, unici in grado di capire lo spirito del popolo (Volksgeist). Alla fine prevalse la posizione di Savigny e la Germania rimarrà priva di un codice civile fino al 1900 quando sarà promulgato il Bürgerliches Gesetzbuch, alla cui redazione parteciperanno molti giuristi appartenenti alla corrente della pandettistica che fu il prosieguo della scuola storica.

### Scuola dell'esegesi
I codici voluti da Napoleone vennero concepiti con lo scopo di eliminare le incertezze e le possibilità di manipolazione arbitraria del diritto stabilendo un «primato assoluto della legge, riducendo il diritto alla sola legge» secondo la teoria del positivismo giuridico: il legislatore era l'unica e incontrastata fonte del diritto e il codice era la sua espressione. Per questo, il codice doveva essere in grado di disciplinare qualsiasi situazione, grazie a norme generali e astratte, senza presentare antinomie e lacune. All'interno del codice, il giurista, avrebbe trovato la soluzione a tutti i problemi. La riduzione del diritto alla sola legge portò a delle conseguenze sui giudici che divennero dei «meri esecutori della norme senza possibilità di interpretazione» dotati dell'unico compito di applicare letteralmente il codice secondo la volontà espressa dal legislatore. Dunque un lavoro di semplice esegesi del codice e da qui l'affermarsi di un nuovo metodo di studio del diritto che prenderà il nome, appunto, di scuola dell'esegesi. I giuristi di tale scuola, affermatasi per tutto il XIX secolo in gran parte d'Europa, venivano, quindi, formati esclusivamente sul contenuto del codice, articolo per articolo, privandoli dei tradizionali insegnamenti di diritto naturale.
Tale impostazione, tuttavia, non fu priva di contraddizioni e illusioni. Innanzitutto, con questo «assolutismo giuridico», come è stato definito dallo storico del diritto Paolo Grossi, si creò una "staticità" del diritto «legata all'autorità della legge intesa come dato oggettivo» difficilmente conciliabile con una società che comunque si trova in costante evoluzione. In secondo luogo, ciò si trattava di una mera utopia, in quanto anche il codice meglio scritto e più completo mai avrebbe potuto essere totalmente autosufficiente a dirimere qualsiasi fattispecie che un giudice si sarebbe trovato ad affrontare. Per questo, già gli stessi giuristi esegeti francesi finirono per svolgere comunque una sorte di abile interpretazione sulle norme stesse e sulla volontà del legislatore pur sempre senza far ricorso a fonti esterne o al diritto naturale.

### Impatto sull'evoluzione del diritto

#### Impatto sul diritto civile italiano
Passato il Congresso di Vienne nel 1815, la Santa Alleanza (Russia, Prussia, Austria) tentò di ripristinare la situazione politica prima della Rivoluzione Francese. L'Italia fu separata di nuovo in Regno di Sardegna (Piemonte, Sardegna, Liguria), in Stato Pontificio, Granducato di Toscana e Regno delle Due Sicilie. La Lombardia ed il Veneto furono annesse dall'Austria. L'epoca tra il regime napoleonico e l'unificazione nel 1861 è caratterizzata da mutamenti sociali e politici, che partirono grazie alla Rivoluzione e che la Restaurazione non poté fermare. Oltre alla repressione del potere nobiliare da parte della borghesia, che ricevette importanza già con Napoleone, in Europa sbocciarono il libero mercato e l'industrializzazione. Con breve ritardo rispetto alla Germania, la Francia e l'Inghilterra, la rivoluzione industriale raggiunse a metà del secolo gli stati dell'Italia Settentrionale. Da un lato furono le leggi liberali del periodo napoleonico a fare in modo che si potesse creare un'economia di mercato, dall'altro lato si dovette riguardare la legislazione civile della Restaurazione per stare al passo dei fenomeni socio-economici che offrica l'industrializzazione.
Il primo periodo dopo il 1815 è caratterizzato da un enorme passo indietro verso il diritto privato prima del 1796, con una forte impronta clericale e feudalistica. Ad eccezione del Piemonte e dello Stato Pontificio, che praticarono la Restaurazione con più radicalità, i legislatori dell'epoca cercarono di mantenere il diritto di proprietà e d'ipoteca proposto dal Code Civil, mentre il diritto di famiglia e di successione francese fu bocciato quasi sino all'unificazione. La borghesia liberale, che godè a partire dal 1796 delle prime libertà politiche ed economiche, non fu più in grado di accettare pure la restaurazione del diritto.

### Esplicative
1. ↑  «Un homme qui voyage dans ce pays change de loi presque autant de fois qu’il change de chevaux de poste». In  Voltaire, Coutumes, in Dictionnaire philosophique, tomo 18, Garnier, 1878.

### Bibliografiche
1. ↑  Come Primo console.
2. 1 2   Codice napoleonico, in Dizionario di storia, Roma, Istituto dell'Enciclopedia Italiana, 2010. URL consultato il 15 luglio 2019.
3. ↑   L'eredità dell'epoca napoleonica - il Codice (PDF), su treccani.it. URL consultato il 23 agosto 2020.
4. ↑   Corrado Malandrino, La diffusione del Codice napoleonico, su dizionaripiu.zanichelli.it. URL consultato il 23 agosto 2020 (archiviato dall'url originale il 28 novembre 2020).
5. ↑   Gabriel de Broglie, La langue du Code civil (PDF), su academie-francaise.fr.
6. ↑   Richard Caly, Il Code Civil des Français, parte III, L’eredità giuridica di Napoleone, su instoria.it.
7. ↑   Newman, Stendhal and the Code civil, in The French Review, XLIII, n. 3, 1970.
8. ↑   Flavia Tringali, Il Code Civil des Français: fonte d´ispirazione dei codici moderni. Genesi, struttura e innovazioni, in Cammino diritto, vol. 9, 2018.
9. ↑   Alessandro Barbero Fan Channel, Alessandro Barbero - Le riforme di Napoleone, 10 agosto 2021. URL consultato il 15 dicembre 2024.
10. ↑  Padoa-Schioppa, 2007, pp. 305-306.
11. ↑   Illuminismo, in Treccani.it – Enciclopedie on line, Roma, Istituto dell'Enciclopedia Italiana.
12. ↑  Del Frate et al., 2018, pp. 220-221.
13. 1 2 3   Codice civile napoleonico, in Dizionario di storia, Roma, Istituto dell'Enciclopedia Italiana, 2010.
14. ↑  Del Frate et al., 2018, p. 206.
15. ↑   Il problema della codificazione, in Il contributo italiano alla storia del Pensiero: Diritto, Roma, Istituto dell'Enciclopedia Italiana, 2012.
16. 1 2  Ascheri, 2008, pp. 250-251.
17. ↑  Padoa-Schioppa, 2007, pp. 434-436.
18. ↑  Ascheri, 2008, pp. 249-250.
19. ↑  Padoa-Schioppa, 2007, pp. 437-439.
20. ↑  Ascheri, 2008, pp. 251-252.
21. ↑  Padoa-Schioppa, 2007, p. 444.
22. ↑  Ascheri, 2008, pp. 267-268.
23. ↑  Di Simone, 2012, p. 70.
24. ↑  Fassò, 2020, pp. 12-13.
25. 1 2  Padoa-Schioppa, 2007, p. 478.
26. ↑  Ascheri, 2008, p. 253.
27. ↑  Del Frate et al., 2018, p. 240.
28. ↑  Padoa-Schioppa, 2007, pp. 478-479.
29. ↑  Padoa-Schioppa, 2007, p. 479.
30. ↑  Fassò, 2020, p. 13.
31. ↑  Padoa-Schioppa, 2007, p. 480.
32. ↑  Padoa-Schioppa, 2007, pp. 480-481.
33. ↑  Padoa-Schioppa, 2007, pp. 481-482.
34. ↑  Padoa-Schioppa, 2007, p. 482.
35. ↑  Fassò, 2020, pp. 13-14.
36. ↑  Del Frate et al., 2018, p. 239.
37. 1 2  Padoa-Schioppa, 2007, p. 483.
38. 1 2 3  Padoa-Schioppa, 2007, p. 484.
39. 1 2  Padoa-Schioppa, 2007, pp. 484-485.
40. 1 2  Padoa-Schioppa, 2007, p. 485.
41. ↑  Padoa-Schioppa, 2007, p. 486.
42. ↑  Senkowska-Gluck, Monika. "Effects of Napoleonic Legislation on the Development of the 19th-century Europe." Acta Poloniae Historica 38 (1978): 185–198. ISSN 0001-6829 (WC · ACNP)
43. ↑   Arvind TT e Stirton L, Explaining the Reception of the Code Napoleon in Germany: a fuzzy-set qualitative comparative analysis, in Legal Studies, vol. 30, n. 1, marzo 2010,  pp. 1-29, DOI:10.1111/j.1748-121X.2009.00150.x (archiviato dall'url originale il 5 gennaio 2013).
44. ↑   Noul Cod civil promovează medierea, su anndrei.ro, 5 maggio 2013. URL consultato il 31 maggio 2013 (archiviato dall'url originale il 25 luglio 2013).
45. ↑  The Need to Remove the Civil Code from Mexican Commercial Laws: the Case of “Offers” and “Firm Promises”; Mexican Law review, Vol. 10. Issue 1, pages 21-44 (July - December 2017) DOI: 10.22201/iij.24485306e.2017.19.11382
46. ↑   Ernst Rabel, Private Laws of Western Civilization: Part II. The French Civil Code, in Louisiana Law Review, vol. 10, n. 2, 1950,  p. 110. URL consultato il 1º dicembre 2016.
47. ↑  Grossi, 2007, p. 60.
48. ↑  Grossi, 2007, p. 61.
49. ↑  Solidoro, 2010, p. 267.
50. ↑   Principio di uguaglianza, in Diritto on line, Roma, Istituto dell'Enciclopedia Italiana, 2012-2015.
51. ↑  Ascheri, 2008, pp. 278-279.
52. ↑  Ascheri, 2008, pp. 279-280.
53. ↑  Ascheri, 2008, p. 283.
54. ↑  Del Frate et al., 2018, p. 324.
55. ↑  Fassò, 2020, p. 44.
56. ↑  Ascheri, 2008, pp. 284-286.
57. 1 2  Ascheri, 2008, pp. 288-290.
58. ↑  Fassò, 2020, pp. 17-18.
59. ↑  Ascheri, 2008, p. 289.
60. ↑  Fassò, 2020, pp. 17-18, 20-21.
61. ↑  Del Frate et al., 2018, p. 248.
62. ↑  Del Frate et al., 2018, p. 249.
63. ↑  Fassò, 2020, p. 19.
64. ↑  Del Frate et al., 2018, pp. 247-248.